# Lauro Clariana Ricart
Lauro Clariana Ricart (Barcelona, 1842-1916) fue un matemático e ingeniero industrial español.
Obtuvo en 1873 la cátedra de matemáticas del Instituto de Tarragona. Ese mismo año se graduó de doctor en Ciencias Exactas. Fue nombrado en 1881 catedrático numerario de Cálculo Infinitesimal de la Universidad de Barcelona. De 1902 a 1907 desempeñó interinamente la cátedra de Cálculo Integral y Mecánica Racional de la Escuela de Ingenieros Industriales de esta ciudad, y desde 1909 desempeñó la de Cálculo Infinitesimal, de cuya nueva asignatura fue el iniciador.
Perteneció a la Real Academia de Ciencias y Artes de Barcelona y a la de Ciencias Exactas, Físicas y Naturales de Madrid. Colaboró en diversas revistas científicas. En la Academia de Barcelona dio conferencias sobra matemáticas superiores referentes a Funciones elípticas. Ha figurado dignamente en los congresos de París, Bruselas, Múnich y Friburgo, en los que presentó numerosos trabajos sobre distintas materias.
Violinista diletante, Clariana es el dedicatario de la Romanza para violín y piano (ca 1898) de su amigo Enrique Granados.

## Obras
- Importancia de ciertas funciones para obtener directa y fácilmente muchas integrales de aplicación mecánica racional
- Ejercicios y problemas de geometría plana: de suma utilidad para los institutos de segunda enseñanza y escuelas preparatorias: coleccionados y debidamente desarrollados (1876)
- Tratado de Cinemática pura (Tarragona: Puigrubí y Aris, 1879)
- Sobre el espíritu de las matemáticas en los tiempos modernos (1888), memoria premiada en el Congreso Internacional de católicos de ParísIntegrales logarítmico-circulares (Madrid: Imp. de Eduardo Arías, 1880)
- Influence du monde réel ev du monde idèal dans l'analyze infinitésimal (París: A. Picard, 1891)
- Aplicación de la geometría analítica a la técnica militar (1894)
- Desarrollo de la matemática pura en los tiempos modernos (1894)
- Application de la géometrie analytique à la technic musicale (1895)
- Sobre la variabilidad (1897)
- Breve estudio crítico acerca de la Matemática en el siglo XIX : memoria inaugural de la Real Acad. de Ciencias y Artes (Barcelona: La Academia, 1899-1900)
- Trilogía humana sobre la matemática simbólica (1900)
- Resumen de cálculo diferencial (Barcelona: Casa provincial de caridad, 1903)
- La Metafísica del cálculo (1908)
- Avance de la ciencia matemática en España (1910)
- Conceptos fundamentos de análisis matemático (1920)